# Schlinge (Fluss)
Die Schlinge ist ein 55,4 km langer Nebenfluss der Issel, der aus dem deutschen Kreis Borken in die niederländische Region Achterhoek fließt. Dort mündet er in die Oude IJssel (Issel). Aufgrund seines geringen Gefälles bildet der Fluss viele Windungen und Kehren, die der Schlinge ihren Namen verliehen.

## Geografie
Auf deutscher Seite entspringt die Schlinge auf einer Höhe von 53,4 m in der Nähe von Gescher. Von dort durchfließt sie die Dörfer Südlohn und Oeding, wo sie in plattdeutscher Mundart auch Möllenbääke (»Mühlenbach«) genannt wird. Nach 13,9 km erreicht die Schlinge das Staatsgebiet der Niederlande. Hier wird sie zunächst als Boven-Slinge (»Obere Schlinge«) bezeichnet und fließt an Winterswijk, Bredevoort, Aalten und Varsseveld vorbei. Nordöstlich von Aalten spaltet sich der Keizersbeek ab. Dieser Wasserlauf verbindet die Bocholter Aa, die in den Niederlanden Aa-strang heißt.
Bei Westendorp wechselt die Schlinge erneut ihren Namen, um jetzt als Bielheimerbeek ihren Weg bis zur Mündung zwischen Gaanderen und Doetinchem in die Issel (Oude IJssel) fortzusetzen. Die Bezeichnung „Bielheimerbeek“ leitet sich vom einstigen Kloster Bethlehem in Doetinchem ab.
Von ihrem knapp 197 km² großen Einzugsgebiet entfallen 57,57 km² auf das Gebiet von Nordrhein-Westfalen.

## Geschichte
Im Laufe ihrer Geschichte wurde der Lauf der Schlinge mehrfach verändert. Ursprünglich war sie ein Nebenfluss der Berkel  und floss von Winterswijk über Groenlo bis zu ihrer Mündung in der Nähe von Borculo. Im Mittelalter wurde jedoch der Oberlauf der heutigen Groenlose Slinge aus Gründen des Hochwasserschutzes und um die Entwässerung umliegender Moorgebiete voranzutreiben in die Boven-Slinge, die damals noch Aaltense Slinge hieß, umgeleitet. Von Varsseveld aus floss sie als Beneden Slinge (»Niedere Schlinge«) zunächst nach Doetinchem, wo sie in die Oude IJssel mündete. Später leiteten Mönche den Fluss zum Antrieb einer Wassermühle nach Gaanderen um.
In sehr niederschlagsarmen Jahren fällt der Oberlauf der Schlinge im östlichen Achterhoek in der Gegend um Bredevoort und Aalten zeit- und streckenweise trocken. Zuletzt war dies in den Jahren 1976, 2018, 2019 und 2020 der Fall.

## Radweg
Ein als slingeroute bezeichneter Radweg führt in Flussnähe von Gescher über Südlohn, Oeding, Winterswijk, Aalten nach Gaanderen. Die slingeroute ist Teil eines grenzüberschreitenden Radwanderwegnetzes, zu dem auch aa-, berkel- und ijsselroute gehören. Die Radwege bieten sechs Rundfahrten und können untereinander kombiniert werden.

## Galerie

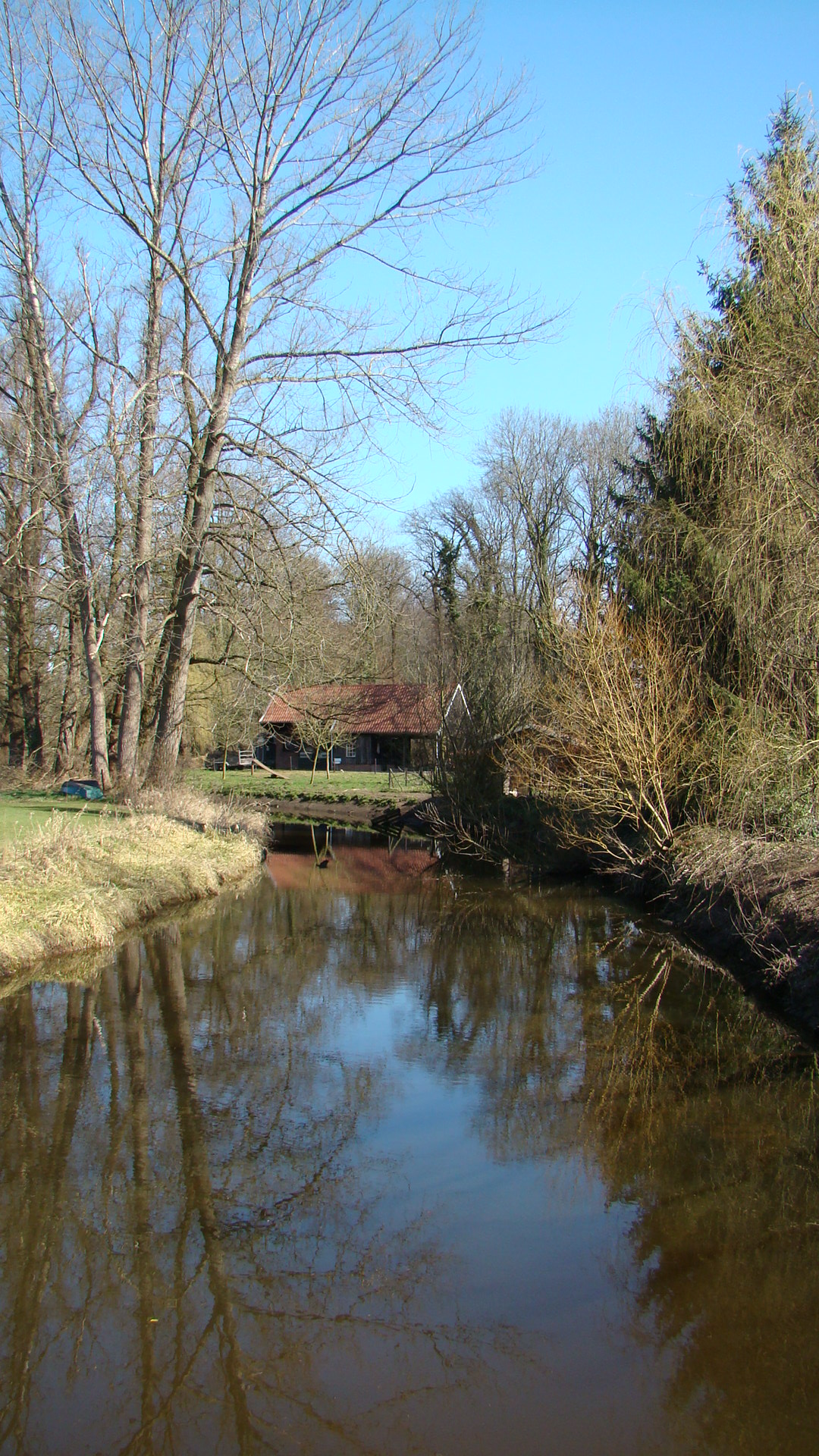
Boven-Slinge bei Winterswijk
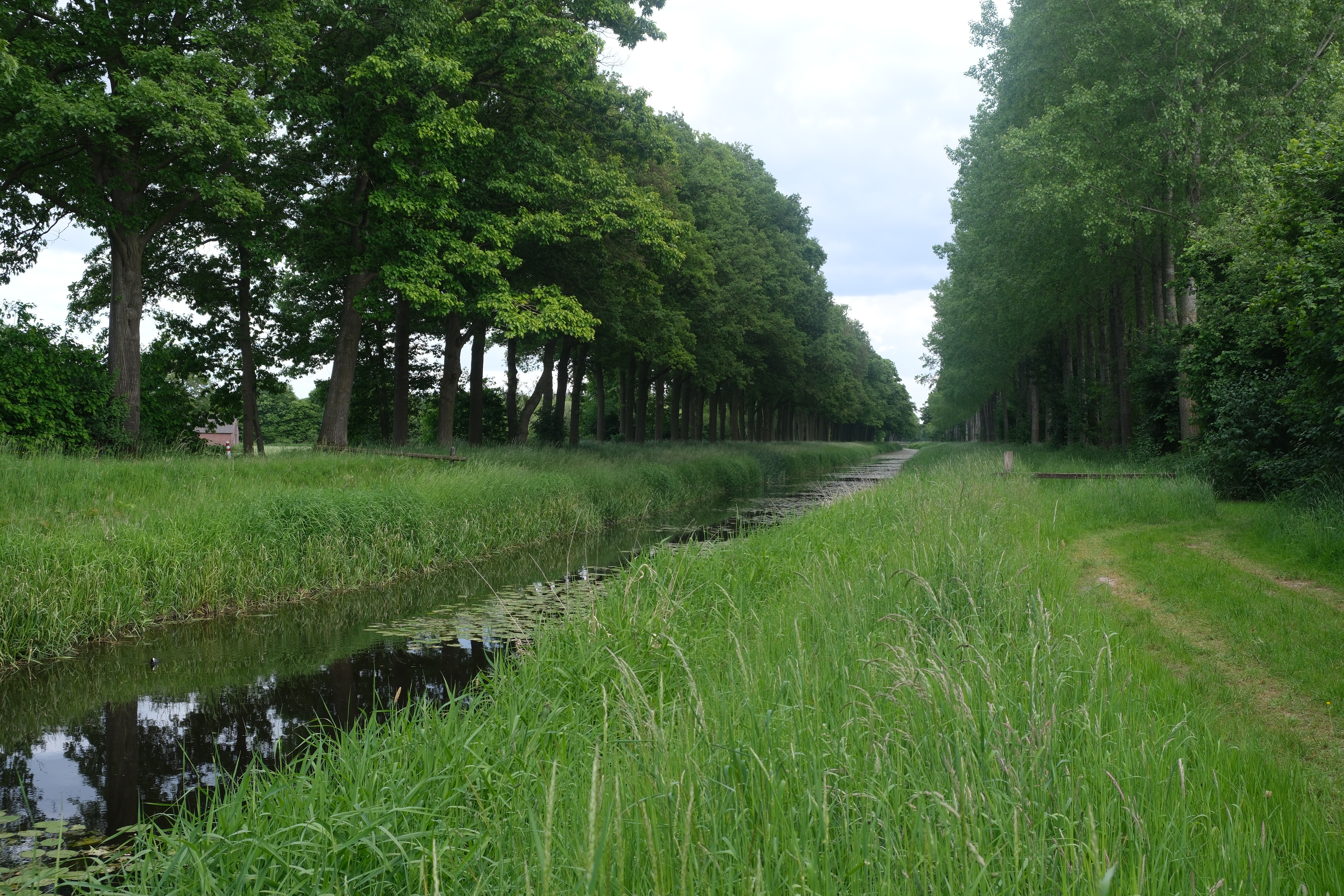
Boven-Slinge zwischen Westendorp und Halle (Oude IJsselstreek)
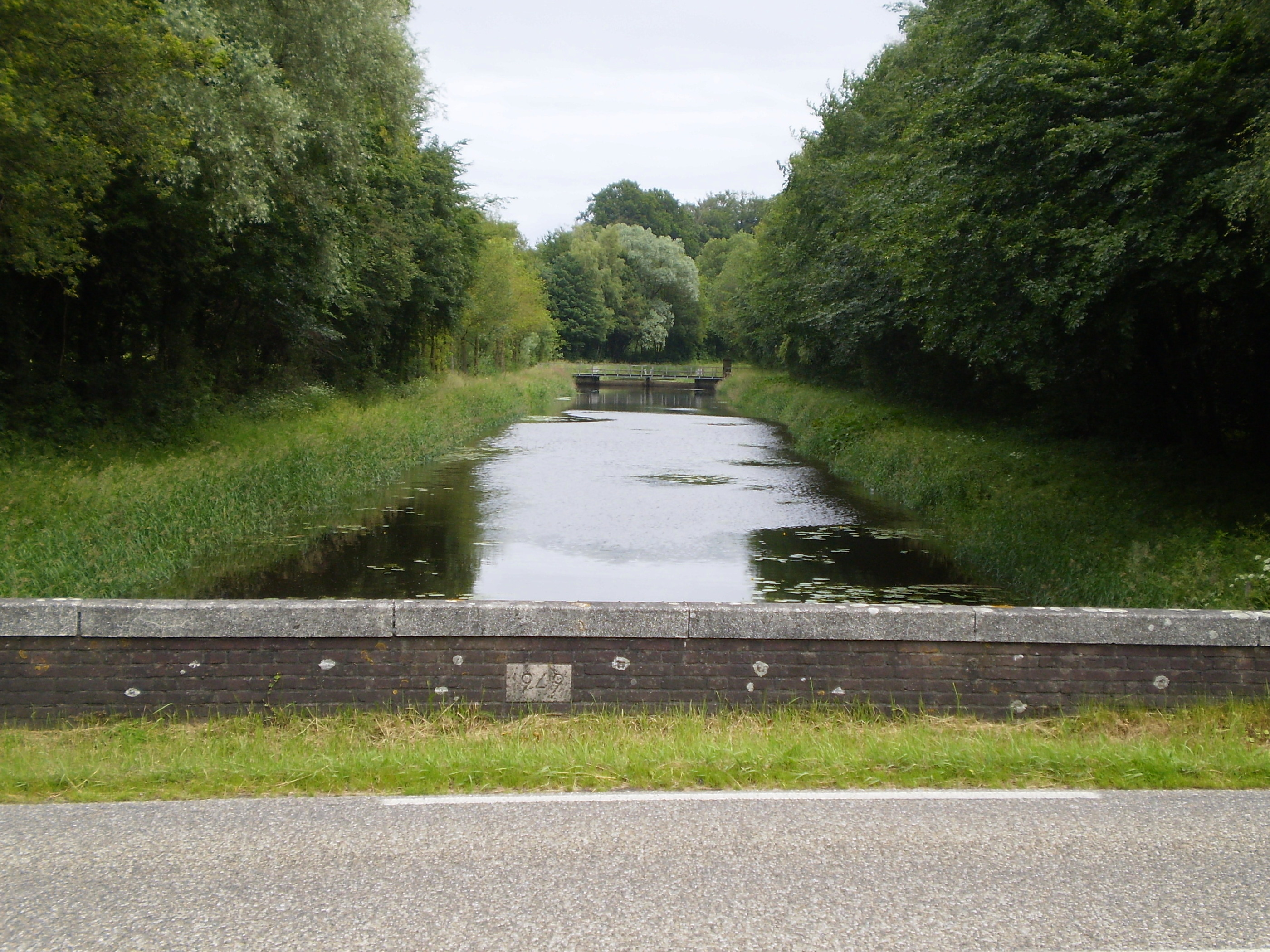
Bielheimerbeek zwischen Westendorp und Doetinchem.